# Guipos
Guipos is een gemeente in de Filipijnse provincie Zamboanga del Sur op het eiland Mindanao. Bij de laatste census in 2007 had de gemeente bijna 20 duizend inwoners.

## Geografie

### Bestuurlijke indeling
Guipos is onderverdeeld in de volgende 17 barangays:
| - Bagong Oroquieta - Baguitan - Balongating - Canunan - Dacsol - Dagohoy - Dalapang - Datagan - Guling | - Katipunan - Lintum - Litan - Magting - Poblacion - Regla - Sikatuna - Singclot |

## Demografie
Guipos had bij de census van 2007 een inwoneraantal van 19.616 mensen. Dit zijn 1.444 mensen (7,9%) meer dan bij de vorige census van 2000. De gemiddelde jaarlijkse groei komt daarmee uit op 1,06%, hetgeen lager is dan het landelijk jaarlijks gemiddelde over deze periode (2,04%). Vergeleken met de census van 1995 is het aantal mensen met 3.217 (19,6%) toegenomen.

De bevolkingsdichtheid van Guipos was ten tijde van de laatste census, met 19.616 inwoners op 90,53 km², 216,7 mensen per km².